# Nicolás Zurschmitten
Nicolás Zurschmitten (Córdoba, 2 de agosto de 1995) es un jugador de baloncesto argentino que actualmente disputa la Liga Nacional de Básquet de Argentina con Atenas. Con 1,83 metros de altura, juega como base, aunque también puede desempeñarse como escolta.

## Trayectoria

### Clubes
| Club                | País      | Año             |
| ------------------- | --------- | --------------- |
| Atenas              | Argentina | 2012 - 2014     |
| Instituto           | Argentina | 2014 - 2016     |
| Peñarol             | Argentina | 2016 - 2018     |
| La Unión de Formosa | Argentina | 2018 - 2019     |
| Atenas              | Argentina | 2019 - 2020     |
| Salta Basket        | Argentina | 2021 - 2022     |
| Español de Osorno   | Chile     | 2023            |
| Atenas              | Argentina | 2023 - Presente |

## Selección nacional
Zurschmitten fue uno de los 12 jugadores argentinos que integró el plantel que compitió en el Campeonato Mundial de Baloncesto Sub-19 de 2013.
También representó a su país en el Campeonato Mundial de Baloncesto 3x3 Sub-18 de 2013, conquistando el torneo como parte de un equipo en el que también estaban Gabriel Deck, Lucas Gargallo y Alejandro Zurbriggen. Al año siguiente -junto a Daniel Hure, Tomás Zanzottera y nuevamente Gabriel Deck- integró el seleccionado argentino que actuó en la Copa Mundial FIBA de Baloncesto 3x3. 